# Angurugu
Angurugu – miejscowość na wyspie Groote Eylandt w Terytorium Północnym, w Australii.